# Instituto Manjushri
El Instituto Manjushri fue un centro de estudios budista situado en Conishead Priory en Cumbria, Inglaterra, desde 1976 hasta su disolución en 1991. En 1991 sus activos, incluido Conishead Priory, fueron transferidos a un nuevo centro en las mismas instalaciones, el Centro Budista Mahayana Manjushri, que más tarde pasó a llamarse Centro de Meditación Kadampa Manjushri.

## Establecimiento
En 1976, los estudiantes de Lama Thubten Yeshe fundaron el Instituto Manjushri, una organización benéfica registradacon Lama Yeshe como director espiritual y compraron los activos de Conishead Priory, una mansión victoriana abandonada en Ulverston, Cumbria, Inglaterra, por el precio de £ 70.000.Ese mismo año, Lama Thubten Yeshe y Lama Zopa Rimpoche visitaron a Geshe Kelsang Gyatso en la India y lo invitaron a enseñar en el Instituto Manjushri, que formaba parte de su red FPMT (Fundación para la preservación de la Tradición Mahayana). Según David Kay, buscaron el consejo del decimocuarto dalái lama al elegir a Geshe Kelsang.Al principio, Geshe Kelsang parece haberse mostrado reacio a aceptar esta invitación, pero "Lama Yeshe le pidió a Kyabje Trijang Rinpoche [maestro de Geshe Kelsang] que le pidiera a Geshe Kelsang que se convirtiera en maestro residente del Instituto Manjushri. Geshe Kelsang contó más tarde que Kyabje Trijang Rinpoche le pidió que fuera a Inglaterra, a enseñar la Guía de Shantideva sobre el Modo de Vida del Bodhisattva, la Guía del Camino Medio de Chandrakirti y el Lamrim, y que luego comprobara si tenía sentido significado que continuara allí."
Geshe Kelsang Gyatso, maestro, monje y erudito budista tibetano de la tradición Gelug, era contemporáneo de Lama Yeshe, coincidieron estudiando en el Monasterio de Sera.
Lama Yeshe le pidió a Geshe Kelsang que dirigiera el "Programa General" de estudios budistas. En 1979, Lama Yeshe le pidió a otro Geshe que enseñara en el Instituto Manjushri, Geshe Jampa Tekchok, para impartir un Programa de Estudios Geshe paralelo de doce años de duración, que fue reconocido y validado por el Dalai Lama y que se inspiró en el título tradicional de Geshe.De 1982 a 1990, este programa estuvo dirigido por Geshe Konchog Tsewang.Según un discípulo de Lama Yeshe de esta época, pretendía que el instituto "se convirtiera en el monasterio central de la FPMT ... una de las primeras joyas de la corona de la FPMT" y "el pionero entre los centros occidentales".

## Separación de la FPMT
El comité de gestión del Instituto Manjushri, también conocido como el "Grupo Priory", apreció profundamente las enseñanzas y el ejemplo de Geshe Kelsang. De ahí surgieron sus estudiantes más cercanos.Según Kay, "el Grupo Priory quedó insatisfecho con la organización cada vez más centralizada de la FPMT" y algunas de las políticas de la FPMT "fueron consideradas tensiones particularmente poco razonables que amenazaban la existencia del Instituto".Además, se alega que algunos de los estudiantes de Lama Yeshe estaban participando en actividades que causarían vergüenza a Lama Yeshe y a la FPMT. Cozort afirma que diferentes desacuerdos "condujeron a una ruptura entre Lama Yeshe y sus alumnos y Geshe Kelsang Gyatso y los suyos, y finalmente la junta directiva de Manjushri (compuesta por los alumnos de Geshe Kelsang) cortó la conexión entre el instituto y la FPMT".Según Kay, Lama Yeshe intentó en diferentes momentos reafirmar su autoridad sobre el instituto, pero sus intentos no tuvieron éxito. Kay continúa describiendo un conflicto abierto de autoridad que se desarrolló entre el Grupo Priory y la administración de la FPMT en 1983.En febrero de 1984, el conflicto fue mediado por la Oficina del Dalai Lama en Londres.Kay afirma que tras la muerte de Lama Yeshe en marzo de 1984, la FPMT perdió interés porque lo vieron como un caso infructuoso.Desde entonces, afirma Kay, el Instituto Manjushri se ha desarrollado principalmente bajo la dirección de Geshe Kelsang sin mayor referencia a la FPMT,aunque legalmente siguió siendo parte de la FPMT hasta finales de 1990.
"Poco después de mi llegada comencé a enseñar la Guía del Camino de Vida del Bodhisattva, lo cual me llevó casi un año. Luego di extensas enseñanzas de Lamrim, y después enseñé la Guía del Camino Medio. Así que en total me llevó casi tres años completar mi compromiso y yo estaba muy feliz de regresar a la India. Mi Guru raíz Trijang Rinpoche estaba allí y era muy anciano; mi madre y muchos de mis amigos espirituales estaban allí. Lama Yeshe también aceptó mi regreso a la India, así que casi regresé a la India. Pero entonces la gente de la comunidad del Instituto Manjushri me pidió encarecidamente que me quedara".
En los años siguientes, hasta 1990, Geshe Kelsang estableció 15 centros bajo su propia dirección en Gran Bretaña y España.
A finales de la década de 1970, Geshe Kelsang recibió una solicitud para dar una enseñanza en York, en la que conoció a Ron Lister. Más tarde, Ron invitó a Geshe Kelsang a quedarse con él en York, ya que los inviernos en el priorato de Conishead, con muchas corrientes de aire, eran duros para la salud de Geshe Kelsang. Mientras estuvo en York, a Geshe Kelsang se le pidió repetidamente que enseñara. Actuando de acuerdo con su voto de Bodhisattva de no negar las enseñanzas a quienes las soliciten, ofreció allí una serie de enseñanzas. Finalmente, esto llevó a que se estableciera un nuevo centro budista, el Centro Madhyamaka, en York bajo la dirección de Geshe Kelsang. Kay ve esto como el comienzo de un conflicto entre Lama Yeshe y Geshe Kelsang. Sin embargo, según Gueshe Kelsang, "la apertura del Centro en York no provocó ni un solo momento de confusión o discordia". Se pidió a Geshe Kelsang que dimitiera para que otro Geshe, descrito por Kay como "más devoto de los objetivos de la FPMT", pudiera asumir el cargo de profesor residente del Instituto Manjushri. Muchos estudiantes de Gueshe Kelsang le pidieron que se quedara y les enseñara, y basándose en esto decidió quedarse.  Como dijo Geshe Kelsang en Santa Bárbara, EE. UU., el 2 de febrero de 1996: 
Tres testigos fiables que participaron en el proceso ofrecen una historia detallada de los inicios del Instituto Manjushri y su relación con la FPMT y la NKT. Ellos explican:

The community of Manjushri Institute wished to save their building, Conishead Priory, from being sold to make funds available for suspect business dealings in Hong Kong.(This needs to be clarified, as it is just an allegation). This meant they needed to separate from the FPMT. On the other hand, they wished Lama Yeshe to stay as their Spiritual Director. After continual discussions on how to solve the problem, also involving two representatives from the Dalai Lama, the Institute’s managers – then called the ‘Priory Group’ – decided to take steps to separate Manjushri Institute from FPMT.

There were three main reasons for doing this:
1) FPMT managers had committed serious illegal actions, which was public knowledge among many people at Dharma centres;(this needs to be clarified, as it is just an allegation as it stands)
2) FPMT managers wanted to sell Manjushri Institute’s building; and
3) Although, according to its constitution, legally everything at the centre belonged only to four people, in reality all the work of developing the centre was being done by the community, and not these four.

Eventually, a legally binding agreement was made, which was signed by the FPMT’s representatives, Geshe Kelsang, the Priory Group and the community representatives. One part of the agreement was to confirm that Lama Yeshe was the Spiritual Director of Manjushri Centre.

## Establecimiento de la NKT-IKBU
Geshe Kelsang hizo un retiro de tres años de 1987 a 1990 en Dumfries, Escocia, y le pidió a Geshe Losang Pende del monasterio de Ganden Shartse que dirigiera el Programa General en su ausencia, mientras que Geshe Konchog Tsewang continuó enseñando el Programa de Estudios Geshe en el Priorato de Conishead, en el Instituto Manjushri. Todavía estaban invitados diferentes lamas, incluido Lama Zopa Rinpoche. Especialmente la visita de Lama Zopa Rinpoche en 1988 "es significativa, ya que indica la continua devoción de los estudiantes a este lama y su deseo de dejar en el pasado la negatividad del cisma con la FPMT". En 1988 y 1990 el tío de Geshe Kelsang, Ven. Choyang Duldzin Kuten Lama, oráculo de Doryhe Shugden, también visitó el Instituto Manjushri.  Antes de esa época, Song Rinpoche, Geshe Lhundup Sopa, Geshe Rabten y otros lamas como Ajahn Sumedho y Thich Nhat Hanh enseñaron en el Instituto Manjushri.
Durante el período de retiro de Geshe Kelsang, escribió cinco libros y estableció las bases de la Nueva Tradición Kadampa. Kay afirma: "El primer acontecimiento importante que tuvo lugar durante el retiro de Geshe Kelsang fue la introducción del 'Programa de formación de profesores' (TTP) en el Instituto Manjushri".
En 1990, el Programa de Estudios Geshe en el Instituto Manjushri fue cancelado, como lo había sido en la mayoría de los demás centros de la FPMT donde se había establecido. Según Cozort, "hasta donde yo sé, nadie completó el Programa de Estudios Geshe de la FPMT. El programa nunca siguió su curso completo en ninguno de los centros donde se impartió".
En 1991, el Instituto Manjushri se disolvió y sus activos se transfirieron a una nueva corporación, el Centro Budista Manjushri Mahayana, ubicado en las mismas instalaciones en Conishead Priory. Posteriormente, el centro pasó a llamarse Centro de Meditación Manjushri Kadampa, que todavía está activo como el "Centro Madre" de la NKT-IKBU .